# Palicourea duckei
Palicourea duckei är en måreväxtart som beskrevs av Paul Carpenter Standley. Palicourea duckei ingår i släktet Palicourea och familjen måreväxter. Inga underarter finns listade i Catalogue of Life.